# Turner Broadcasting System
Pour les articles homonymes, voir TBS.
Turner Broadcasting System (abrégé TBS) est un groupe audiovisuel américain, filiale du groupe WarnerMedia.
Le réseau le plus connu de TBS est la chaîne d'information en continu CNN (15 réseaux de télévision par câble ou par satellite, 2 réseaux de radio et 12 sites internet). TBS est aussi la société-mère des chaînes de télévision TBS, TNT, Cartoon Network, Turner Classic Movies, Boomerang et Boing. TBS possède le portail de téléchargement de jeux GameTap, ainsi que les sites internet Nascar.com et Pga.com. TBS détient aussi des participations dans des clubs de sport et dans l'immobilier.

## Histoire
Le fondateur de Turner Broadcasting System, Ted Turner, hérite d'une chaîne de télévision locale d'Atlanta lors des opérations de lancement en bourse de son groupe en 1969. Il la développe et la relie au réseau de grande distribution par câble via des relais satellitaires. Les profits de ce nouveau réseau (WTBS) vont à la création de la chaîne d'information en continu Cable News Network (CNN). En 1986, le groupe Turner Broadcasting (le holding réunissant WTBS, CNN, et ses parts dans des équipes de sport nationales).
Turner Network Television (TNT) est lancée en 1988. Dès 1989, la chaîne est accusée par certains conservateurs de suivre l'agenda libéral de son fondateur.
En 1995, Time Warner rachète les 82 % de Turner Broadcasting qu'elle ne possède pas encore pour $7,5 milliards, et annonce la fusion des deux entreprises. Ted Turner devient le vice-président de Time Warner,. En 2000, Ted Turner et Jane Fonda divorcent, une part équivalente à $10 millions de Turner Broadcasting revient à l'ancienne actrice.
Le 6 octobre 2014, la NBA prolonge les contrats de diffusion de Disney (ABC/ESPN) et Turner jusqu'en 2025. La même journée, le groupe annonce la suppression de 1475 emplois, soit 10 % du total de ses employés. Le 21 octobre 2014, le réseau par satellite Dish Network (14 millions de foyers desservis aux États-Unis) supprime la diffusion du bouquet des chaînes de Turner Broadcasting System et engage une négociation,.
En février 2016, Turner signe un contrat de $8,8 milliards pour diffuser les matchs de la NCAA jusqu'en 2032. En septembre 2016, Turner signe avec The Walt Disney Company pour les droits de diffusion de 10 films de la série cinématographique Star Wars.
En février 2018, YouTube TV intègre les chaînes des huit principaux réseaux de Turner Broadcasting System. Le 2 août 2018, Disney cherche à récupérer les droits de diffusion télévisuelle de Star Wars vendus à Turner Broadcasting jusqu'en 2024,
En Avril 2022 tous ses effectifs appartiennent à warner bros. Discovery (WBD). 

## Organisation

### Chaînes
Chaînes d'informations
| Chaîne                   | Date de création |
| ------------------------ | ---------------- |
| Cable News Network (CNN) | 1980             |
| HLN (ex-CNN2)            | 1983             |
| CNN International        | 1985             |
| CNN Airport Network      | 1994             |

Chaînes généralistes ou de loisirs
| Chaîne                          | Date de création |
| ------------------------------- | ---------------- |
| Turner Network Television (TNT) | 1989             |
| TBS                             | 1976             |
| Turner Classic Movies (TCM)     | 1994             |
| TruTV (ex-Court TV)             | 1991             |
| Adult Swim                      | 2001             |

Chaînes jeunesse
| Chaîne          | Date de création |
| --------------- | ---------------- |
| Boing           | 2004             |
| Boomerang       | 2000             |
| Cartoon Network | 1992             |
| Cartoonito      | 2005             |

Chaînes sportives
| Chaîne | Date de création |
| ------ | ---------------- |
| NBA TV | 1999             |

Chaînes internationales
| Chaîne      | Date de création |
| ----------- | ---------------- |
| Chilevisión | 1960             |

Ainsi que les déclinaisons locales de CNN, Cartoon Network, Boomerang, TCM...
Anciennes filiales
| Chaîne                       | Date de création |
| ---------------------------- | ---------------- |
| World Championship Wrestling | 1990             |